# ホンダ・CRF
CRF（シーアルエフ）とは、本田技研工業が製造発売する4ストロークエンジン搭載のモトクロスコース向けオートバイである。
本項では公道走行が可能な仕様のCRF250Lシリーズ、CRF 450Lについても解説を行う。

## 概要
元々は2ストロークエンジンを搭載するCRシリーズでモトクロスレースを戦ってきたが、MotoGP同様に環境問題の観点からより排気量を増した4ストロークエンジンでの参戦が可能となり2001年から新たに製造が開始された。
排気量バリエーションとして50 cc・70 cc・80 cc・100 cc・110 cc・125 cc・150 cc・230 cc・250 cc・450 ccが存在し、一般公道走行は不可だが海外向け輸出仕様は公道走行が可能な車両も存在する。
4ストローク化によるメリット
- 排気量の拡大によるトルクの増加。
- 同上によるトラクションの増加
- 扱いやすさの向上。
- 排気中の2ストロークオイルによる汚損防止。
- 混合ガソリンを作る手間の削減。
- 2ストロークと比べよりクリーンな排気。

4ストローク化によるデメリット
- エンジン関係の部品増加による複雑化と重量の増加。
- エンジンとトランスミッション2種類のオイル管理（CRF250・450のみでその他のCRF及び他メーカーはエンジン・トランスミッション共通）
- 排気音の増大（2ストとは騒音の質が異なるため優劣はつけがたい）
- メンテナンスの頻度とコストの増加
- 廃油の増加（大気放出の2ストオイルとは異なり廃油の回収からリサイクルの方法が整備されている点は利点）
- 再始動性の悪化

## 日本での扱い
競技用車両であっても逆輸入車に対しては通関証明が発行されるため日本国内での登録は可能となっており、別途速度計・ウインカーおよび操作スイッチ・バックミラー・反射板・ナンバープレートステーなどを用意し、付属の輸入業者の譲渡書と通関証明書（250 cc 超はブレーキ性能証明書類も必要）を提示することで車検場（地方運輸局）でのナンバープレート取得が可能である。ただし保安部品の装着や排ガス検査をパスするために煩雑な手続きを要するため割高ではあるが並行輸入業者がすべて代行し、すぐ乗れるような状態で販売している場合もある。
また2008年9月より自動車排出ガス規制が輸入車に対しても強化されており、元から公道走行が考慮されていない競技用車両を規制値に対応させることは非常に厳しくなったためこの規制以降より新規登録が難しい状況下にある。
なおCRF250X・L・M、CRF450L など登録時の保安基準を満たす形で日本での車両登録を既に済ませてある車両（使用過程車）については、問題なく公道を走行することができる。

## モデル一覧

### CRFミニシリーズ
今まではQR（2ストローク50cc）およびXRシリーズとして発売された車種であったが、モデルチェンジに伴いXRからCRFに名称変更された。基本的なスペックはXRシリーズと変わらないが、主なメインターゲットとして子供や入門者向けに設定している。

#### CRF50F/70F/110F

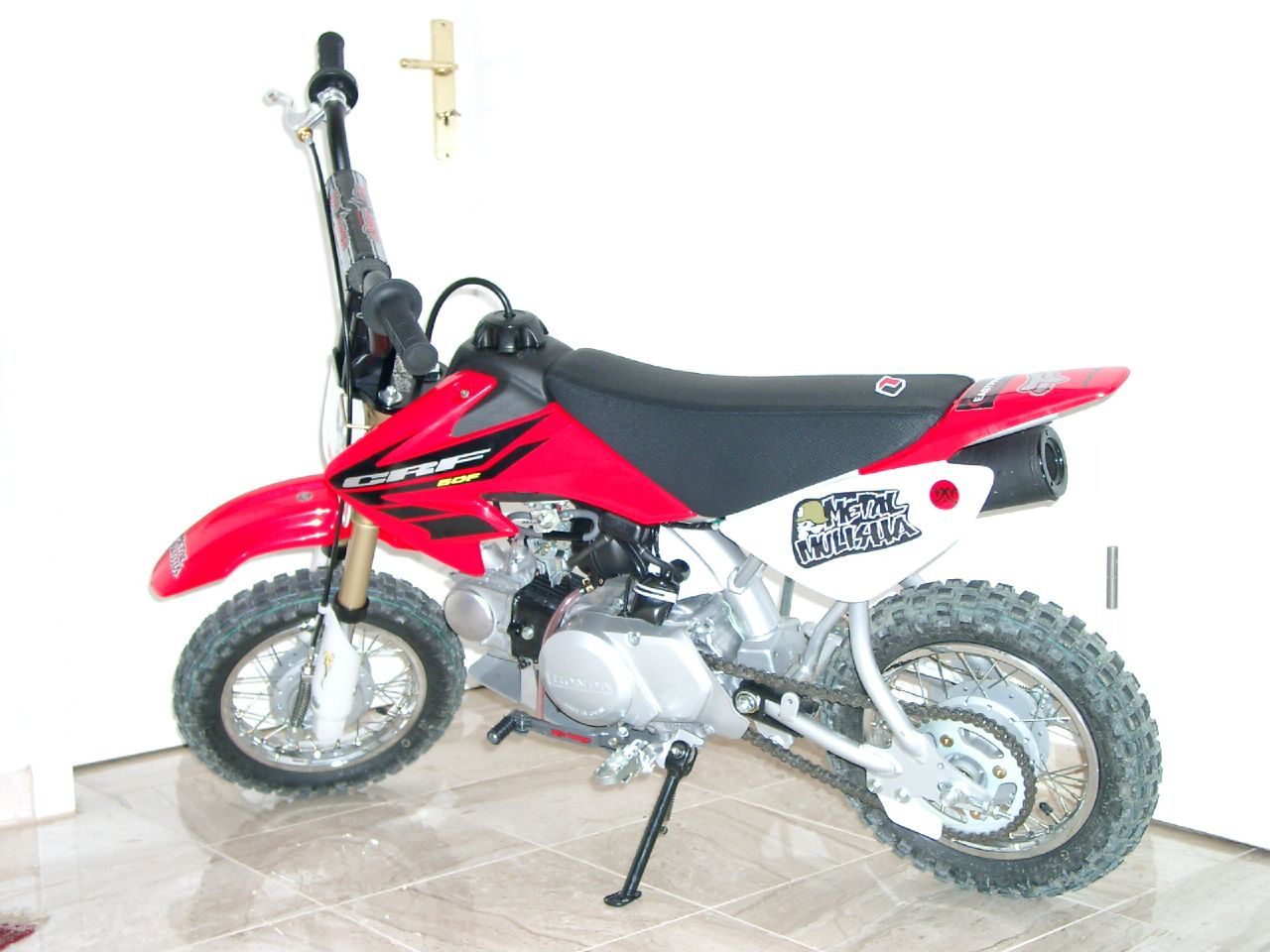
高いシートに交換などの改造したCRF50F

本シリーズ最小排気量の車種となるが、子供向けのモトクロス入門用モデルとしての位置づけであり、ライダーの体重制限がある。エンジンはカブ系の水平シリンダーエンジンを採用し、子供が簡単に操作できることを重点に置いた設計であるため、自動遠心式クラッチを採用している。なお、リヤサスペンションに社外品を組み込み（改造し）、大人が乗る事例もある。
50と70の違い
- 排気量
- 体重制限（50は40Kg以下・70は60Kg以下）
- タイヤサイズ
- シート高
- エンジン出力

2012年には日本国外仕様として70Fのエンジン拡大版にあたるCRF110Fが発表されている。また50Fは中華人民共和国の現地法人である新大洲本田摩托有限公司に生産が移管された。

#### CRF100F/80F
50/70とは異なりエンジンを50/70の水平シリンダーから垂直シリンダー単気筒エンジンを採用した車両で、公道仕様車にはエイプやCB50に使われているエンジンである。
なお位置づけとしては、50/70を卒業した子供が次のステップアップする車両であるが、そのため100Fからは50/70に採用されていた重量制限が外されており、この事から大人も気軽に使用できる車両となっている。なお日本国外仕様として100Fの姉妹車であるCRF80Fも存在し、2007年に日本でも再発売されたが、2010年現在は発売されていない。
80と100の違い
- ホイールサイズ
- ボア（ストロークは同じ。ただし排気量の増大に合わせて100のエンジン内部は強化されており、似た外観に反して共通部品は少ない。）
- リアサスペンション（ショックアブソーバーは共通）

#### CRF125F
2013年に発表されたCRF100Fの後継にあたる車両で、車体サイズは100とほぼ同寸法になっているがフレームは刷新されており、エンジンはロングストロークの124ccのものを搭載した。
日本国外仕様は前後ホイールのサイズにより、前17・後14インチの通常仕様と、前19・後16インチのミニモトクロスサイズにあたるビッグホイール仕様があり、どちらもフロントにはディスクブレーキが装備されている。
日本でも2013年10月11日に100台限定でビッグホイール仕様にあたる車両がCRF125Fとして発売された。なお車体の製造は中国の新大洲本田摩托有限公司が行なっている。

### CRF150R / RII
他のCRFシリーズ同様に2006年9月に発売された本グループは2ストロークのCR85R・RIIのクラスに参戦する車種で同車の後継機種である。2006年の登場時には07モデルとして2ストローク車（CR85R・RII）も併売されたが、現在2ストローク車は全て国内ラインアップから外されている。
150はミニと異なり剛性の高い倒立フォークや水冷エンジンを搭載しており、空冷のCRFシリーズと比べパワーも格段にアップ。ストローク量の多いサスペンションと相まって本格的なレースに参戦することができる。
モデルとしてはRは子供向けのモデルで、RIIは大人の身長体重に合わせてFホイールの大型化（F19インチ、R16インチのミニモトクロスサイズ）やサスペンションのストロークの変更などの改良が施されている。
欠点としては、新規開発で実戦経験がない事や価格が2ストローク車と比較して20万円の価格上昇でさらに15万円の投資で上位車種のCRF250Rが買える値段やメンテナンス性からの問題などから、個人ユーザーが趣味でモトクロスを楽しむ際にコストパフォーマンスで上位車種と本モデルと、同クラスの軽量2ストロークエンジン搭載モデルや中古車両などの複数の選択肢が出てしまうケースが発生する。
いずれ他社からも本クラスに同様の4ストロークエンジン搭載モデルが登場予定であり、価格の面からも他社の動向によっては価格も下げられるケースも少なからず出ることが予想でき、実戦経験も2007年度全日本モトクロス選手権レディースクラスへの投入が決定しており、フィードバックによる車両自体の熟成も期待されるなど、上述欠点も解消される可能性は高い。
ちなみに海外では空冷のCRF150F（末尾がRではなくF）が販売されており、日本にも輸入代理店を通じて販売されるが、国内のXLR125R等と同じCB90系のエンジンを搭載しており、CRF150Rとは性質が異なりレーサーと言うよりはファンライドモデルである。また、CRF230Fという、NX125系エンジン（XR230とはクランクケースが大きく異なる）を搭載するファンライドモデルが海外で販売される。

### CRF250シリーズ
2ストロークエンジン搭載125ccクラスがレギュレーションの変更MotoGP同様4ストローク車は250ccまでの排気量で出場できることになり、先にワークス専用車両として試用された後の2003年9月に一般発売された。

#### CRF250R
公道走行不可のクローズドコース向けの競技車両である。主に扱いやすさを第一に置いたコンセプトで開発されている。2010年10月発表のモデルよりPGM-FIを装備した。
なお、ミッションとエンジンは通常のバイクと異なり4輪車同様独立式になっているためエンジン・ミッションのオイル交換はそれぞれに必要となる。

#### CRF250X
CRF250Rのエンデューロバージョンで海外市場で販売されている車種であったが、2010年11月9日より日本国内仕様が受注限定車両として初めて発売された。
CRF250Rとの相違点（日本仕様）
- ヘッドライトとテールライトを装備
- セルスターターの搭載（キックも併用）
- PGM-FI（燃料噴射装置）をキャブレター（FCR37mm径）に変更
- ギア比の変更
- リヤホイールのサイズを19インチから18インチに変更
- 外装パーツの変更
- 前後サスペンションのストローク量変更
- サイドスタンドの装備
- トリップメーターの装備
- 燃料タンクの容量増加

#### CRF250L
2012年5月14日に発売された公道走行可能なモデルで型式名JBK-MD38。開発のキーワードは「On（日常）を便利に、Off（週末）を楽しむ、ちょうどいい相棒」であり、特に扱いやすさを重視したモデルである。車名をCRFとされたが競技向けモデルとの関連はなく、全て新設計である。L は“合法”を意味する「Legal」の略。
先代モデルに当たるXR230・XR250は冷却方式が空冷、燃料供給がキャブレターとされていたが、排ガス規制に対応させるため水冷化および燃料噴射装置に変更された。
エンジンはCBR250RのMC41E型249cc水冷4ストローク4バルブDOHC単気筒エンジンに扱いやすさを重視したリファインを実施したMD38E型を搭載。
車体色は、エクストリームレッドとロスホワイトの2色。純正オプションとして45mmのローダウンキットが用意される。
2017年2月20日にモデルチェンジが行われ、L の車体をローダウンした Type LD がラインアップに加わった。またエンジンは平成28年環境規制に適合させているが、セッティングやマフラー構造の変更による最適化を行なったことから出力を若干増加させている。
特撮番組『獣電戦隊キョウリュウジャー』のディノチェイサーのベース車や『仮面ライダー』（2012年以降）でXR230、XR250販売終了後は大半のライダー達のベース車となっている。

#### CRF250M

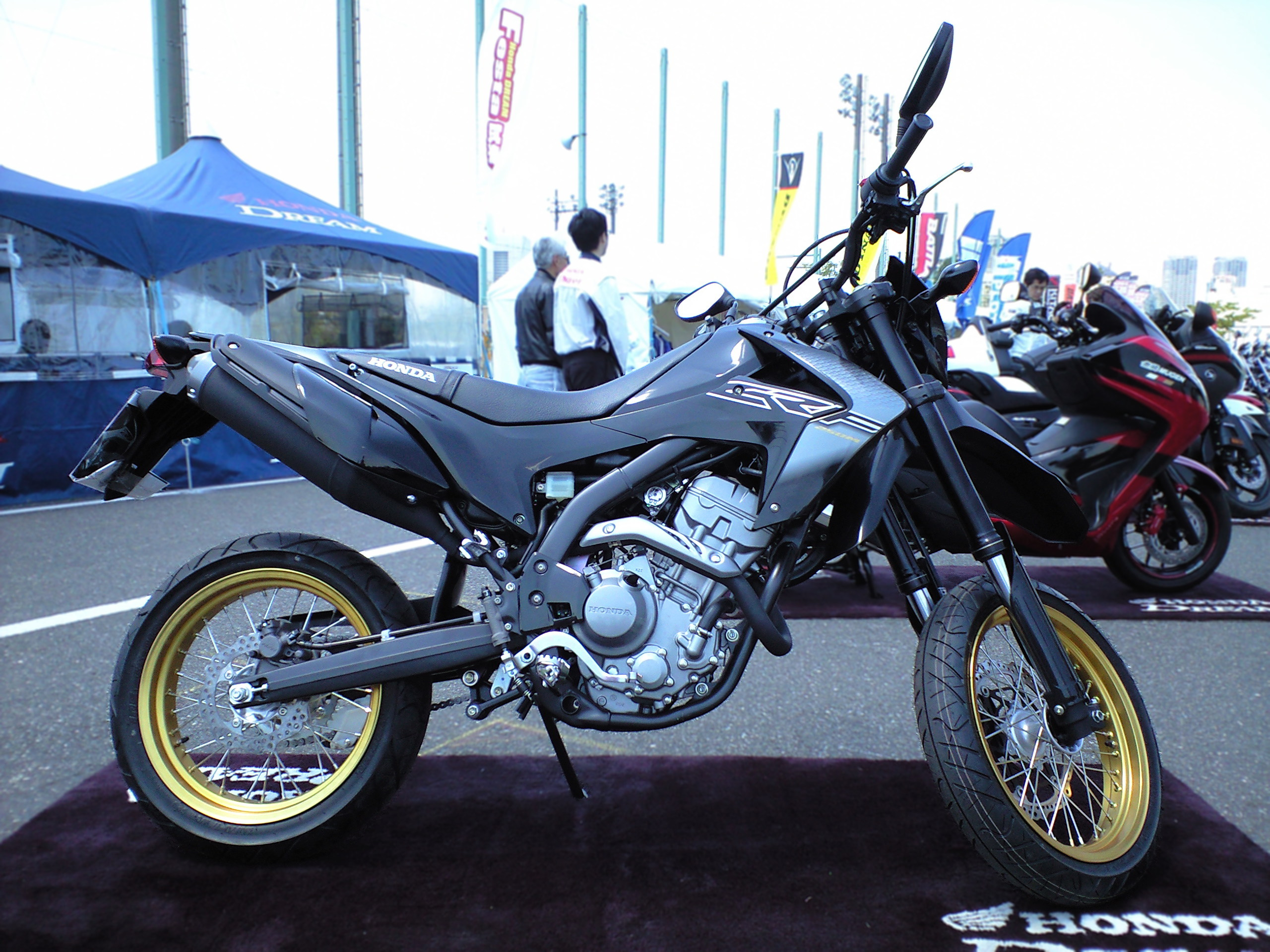
CRF250M（2013年モデル）

2013年4月25日に発売された公道走行可能モデルである。車名のMは「Motard」（モタード）を意味する。型式と車体はLと共通だがホイールを前後とも17インチに換装し、車高を低く抑えたオンロード向けのモデルである。
2017年2月20日に L 同様のモデルチェンジを受けている。

#### CRF250 RALLY
2013年からのダカール・ラリー参戦再開に合わせ出場モデルのCRF450 Rallyをイメージして製作された。当初は2015年3月の大阪・東京モーターサイクルショーにおいてコンセプトモデルとして出展されたが、これが好評を得たことから市販化に向けて動き出し、その後もプロトタイプがモーターショーに出展されたのち、2016年11月のミラノショーにおいて市販予定車が初公開され、日本向け仕様は2017年2月20日に発売された。
車体とエンジンは通常仕様をベースとしているが、フロントは大型風防付きの2眼LEDヘッドライトに換装され、前後サスペンションも不整地走行を考慮した専用品が装備されている。なおABS仕様もラインアップされ後輪側のABSはON/OFFが可能となっている。またローダウン仕様の Type LD もラインアップされている。 

### CRF450シリーズ

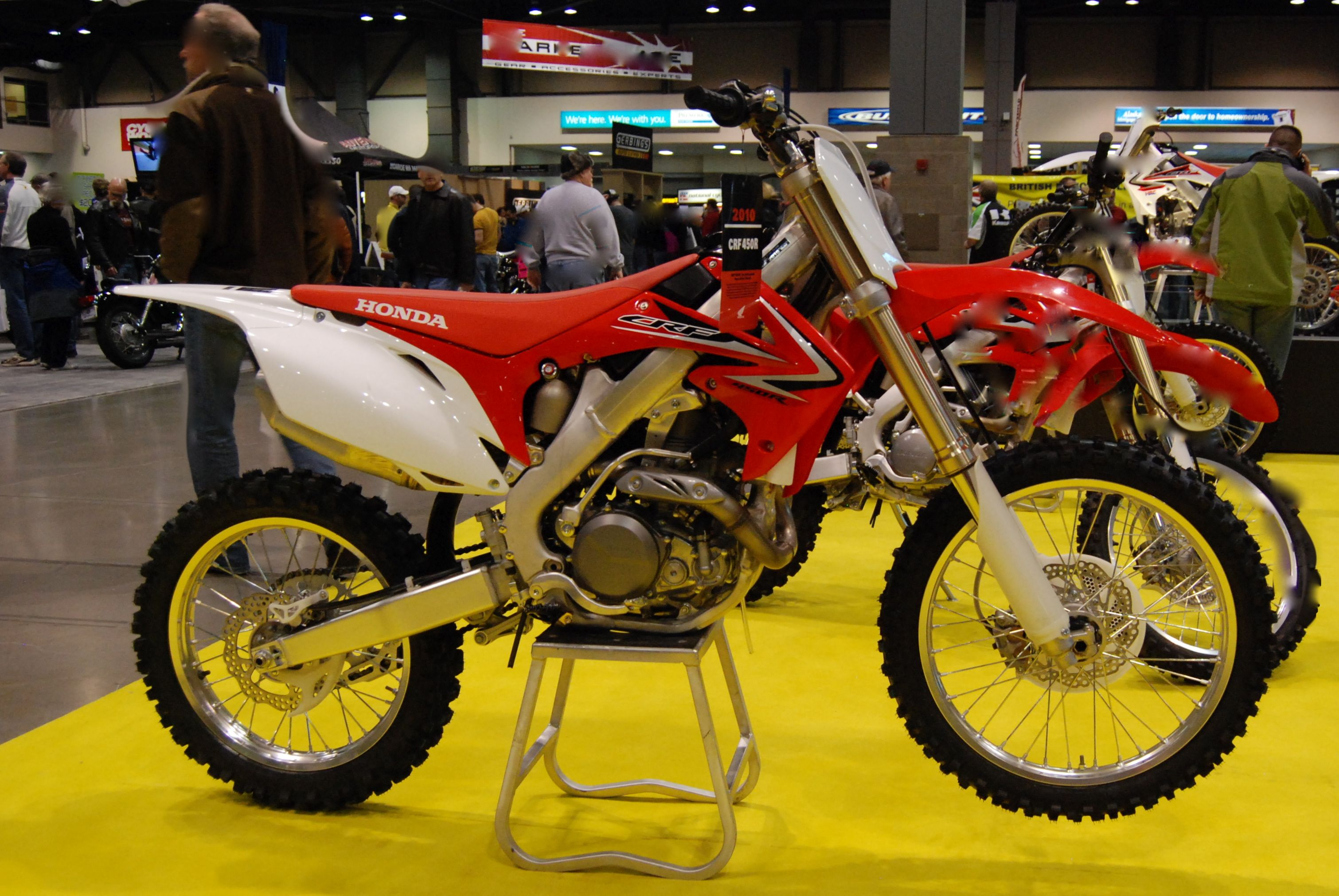
CRF450R（2010年型）

2ストロークエンジン250ccクラスがレギュレーションの変更でMotoGP同様4ストロークエンジン車は450ccまでの排気量で出場できることになったため、250より早く2001年11月に一般発売された。

#### CRF450R/X/RX
主な装備は250に準ずるが、2008年9月発表のモデルより、バッテリーレスのPGM-FIを装備している。なおCRF450Xは2010年現在、輸出仕様車となっている。
CRF450RXは2016年12月15日より限定発売されたエンデューロ仕様車で、タイヤサイズや燃料タンク容量などが変更されている。
CRF450L
2018年9月20日に発売。「CRF450R」をベースに、公道での走行に必要な保安部品などを装備したモデル。（エンジン、フレーム等は’19 CRF450Xと同等）

日本国内向けモデルは、2019年9月末をもって販売終了となった。（海外モデルは’20モデルで発売している）

#### CRF450 Rally
2013年からのダカール・ラリーへのワークス参戦で使用しているマシン。2009年よりマシンレギュレーションが単気筒の450cc以下に制限されているため、CRF450Xをベースにして開発されたプロトタイプマシンである。

### CRF1000L Africa Twin
2015年12月にヨーロッパで発売されたアドベンチャーモデルである。他のCRFとは異なる2気筒エンジンを搭載。車名はかつて製造していたデュアルパーパスモデルのアフリカツイン（XRV650/750）にちなむ。2016年2月22日には日本国内仕様モデルも発売される。

### ファームバイク
ニュージーランドにおいては農業用途（アグリカルチャー）向けに、CRFをベースにファーム（農場・牧場）バイクに仕立てられた車種が販売されている。
- CRF150F[6]
- CRF230F[7]